# كربازول
الكربازول هو مركب عضوي حلقي غير متجانس صيغته الكيميائية C12H9N، ويوجد على هيئة صلب ذي لون أصفر شاحب.
يتألف الكربازول بنيوياً من ثلاث حلقات: حلقتان من البنزين مدمجتان على طرفي حلقة خماسية حاوية على ذرة نتروجين (حلقة بيرول). يعد الكربازول مكوناً من مكونات دخان التبغ.

## التحضير
يحضر الكربازول من تفاعل اصطناع عضوي يدعى تحلّق بورشه-دريكسل Borsche–Drechsel cyclization؛
```
أو وفق 
اصطناع بوخرر للكربازول
، كما هو موضح في التفاعل التالي:
[
7
]
```

## الخواص
يوجد المركب في الشروط القياسية على هيئة صلب أصفر شاحب اللون، وهو عملياً غير منحل في الماء، لكنه يذوب بسهولة في الأسيتون، وبصعوبة في الإيثانول.

## الاستخدامات
يستخدم الكربازول بشكل واسع في صناعة الأصبغة.